# Übelsee
Der Übelsee (auch Großer Übelsee; italienisch Lago Malo) ist ein 2313 m hoch gelegener Bergsee nahe der Kleinen Kreuzspitze in Südtirol. Er befindet sich im Bergkamm der Stubaier Alpen, der Passeier vom Ratschingstal trennt, auf dem Gemeindegebiet von St. Leonhard in Passeier. Er ist ein geschütztes Naturdenkmal. In unmittelbarer östlicher Nachbarschaft befinden sich der Kleine Übelsee und der Scheibelsee.